# Ranzhá
Ranzhá är en ort i Mexiko.   Den ligger i kommunen Tecozautla och delstaten Hidalgo, i den sydöstra delen av landet, 140 km norr om huvudstaden Mexico City. Ranzhá ligger 1 683 meter över havet och antalet invånare är 203.
Terrängen runt Ranzhá är huvudsakligen kuperad, men den allra närmaste omgivningen är platt. Runt Ranzhá är det ganska tätbefolkat, med 60 invånare per kvadratkilometer. Närmaste större samhälle är Cadereyta de Montes, 19,0 km nordväst om Ranzhá. Trakten runt Ranzhá består i huvudsak av gräsmarker.